# عباس تیموری
عباس تیموری از سیاستمداران ایرانی بود، که در دوره‌  چهاردهم بعنوان نماینده خوی، ماکو و سلماس در مجلس شورای ملی حضور داشت.